# Перший штучний супутник Землі
Перший штучний супутник Землі запущений на орбіту в СРСР 4 жовтня 1957 року. Кодове позначення супутника — ПС-1 (Простий Супутник-1). Запуск здійснювався з 5-го науково-дослідного полігону міністерства оборони СРСР «Тюра-Там» (що отримав згодом відкрите найменування космодром Байконур), за допомогою ракети-носія «Супутник» (сімейства Р-7).
Над створенням штучного супутника Землі на чолі з основоположником практичної космонавтики С. П. Корольовим працювали вчені М. В. Келдиш, М. К. Тихонравов, Н. З. Лідоренко, В. І. Лапко, Б. С. Чекунов.

## Опис
Корпус супутника складався з двох напівоболонок зі стикувальними шпангоутами, сполученими між собою 36 болтами. Герметичність стику забезпечувала гумова прокладка. У верхній напівоболонці розташовувалися дві антени, кожна з двох штирів 2,4 м і 2,9 м. Ззовні супутник виглядав як сфера, діаметром півметра, з чотирма антенами. На ньому було встановлено 2 радіопередавачі з джерелами живлення. Супутник не мав системи стабілізації, тому був неорієнтованим, а чотири антени рівномірно випромінювали радіохвилі на всі боки.

## Параметри польоту
- Початок польоту — 4 жовтня 1957 в 19:28:34 за Грінвіцьким часом
- Закінчення польоту — 4 січня 1958
- Маса апарата — 83,6 кг
- Максимальний діаметр — 0,58 м
- Нахил орбіти — 65,1°
- Період обертання — 96,7 хвилини
- Перигей — 228 км
- Апогей — 947 км
- Кількість обертів — 1440

## Історія

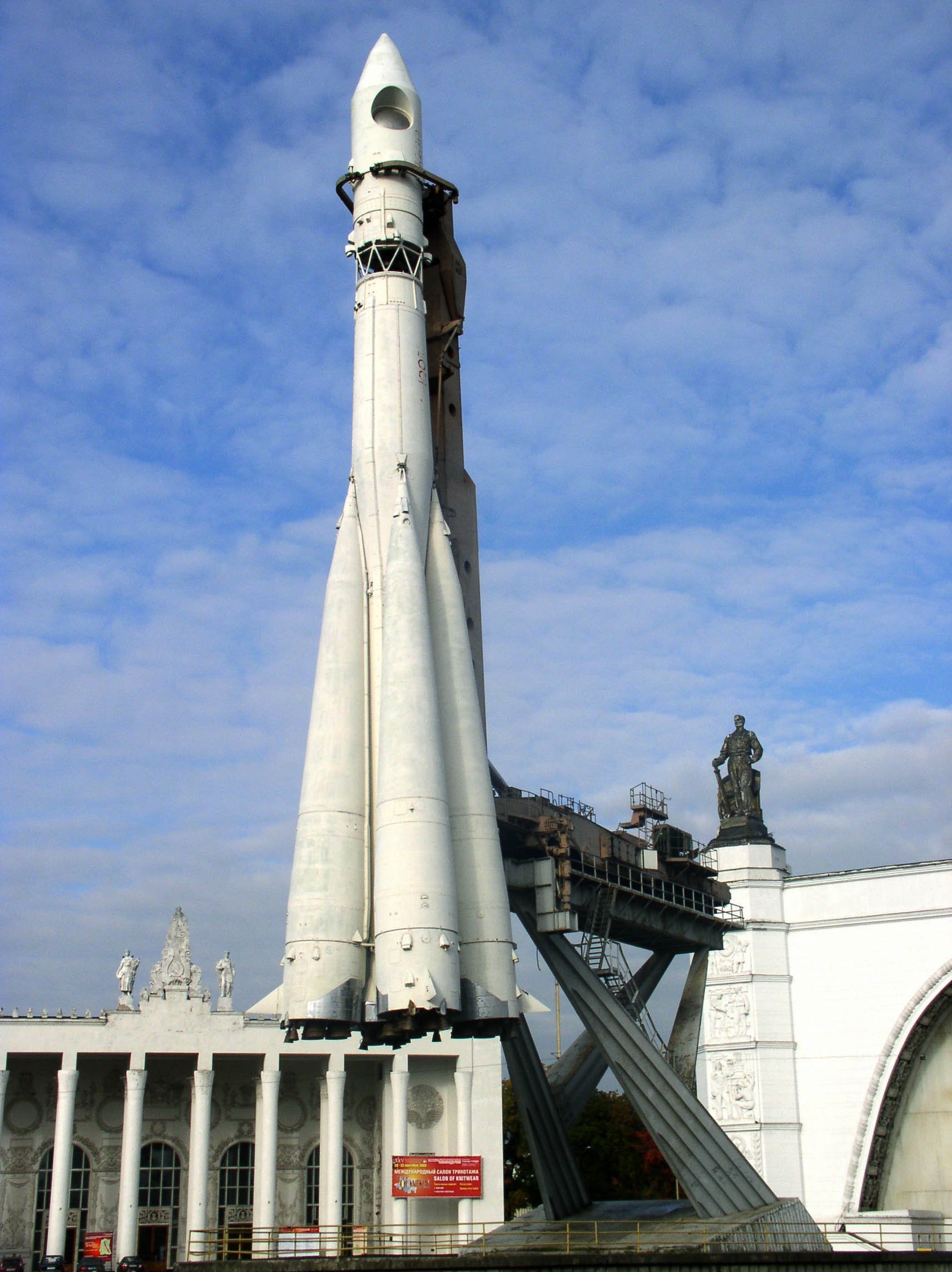
Копія Р-7 у Москві на ВДНХ

В січні 1957 року Корольов направив доповідну записку в Раду Міністрів СРСР, де писав, що в квітні-червні 1957 року можуть бути підготовлені дві ракети в супутниковому варіанті «і запущені відразу ж після перших вдалих пусків міжконтинентальної ракети». 21 серпня 1957 здійснено другий успішний запуск, через 6 днів ТАСС повідомило про створення в СРСР міжконтинентальної балістичної ракети, і Корольов зайнявся підготовкою до космічного запуску. Того ж року США також планували запуск першого штучного супутника.
Спочатку передбачалося запустити важкий супутник з низкою наукових приладів — об'єкт Д. Однак роботи по ньому затягувалися, і було вирішено розробити дуже простий апарат з двома радіомаяками для проведення траєкторних вимірювань, а важкий супутник мав полетіти наступного, 1958 року, в травні. Діапазон передавачів простого супутника був вибраний так, щоб стеження за супутником могли здійснювати радіоаматори.
4 жовтня о 21 годині 28 хвилин 34 секунди за київським часом (19 годин 28 хвилин 34 секунди за Гринвічем) здійснено успішний запуск. Через 295 секунд після старту ПС-1 і центральний блок ракети вагою 7,5 тонни вийшли на еліптичну орбіту з апогеєм 947 км і перигеєм 288 км. На 314,5 секунді після старту Супутник відокремився і подав свій голос. На полігоні сигнал ловили 2 хвилини, потім Супутник пішов за горизонт. Люди на космодромі вибігли на вулицю, кричали «Ура!», гойдали конструкторів і військових. Ще на першому оберті пролунало повідомлення ТАСС: «В результаті великої напруженої роботи науково-дослідних інститутів і конструкторських бюро створений перший у світі штучний супутник Землі.» Супутник літав 92 дні, до 4 січня 1958 року, зробивши 1440 обертів навколо Землі (близько 60 млн км), а його радіопередавачі працювали протягом двох тижнів після старту.
До спостережень за сигналами Супутника запросили всіх радіоаматорів СРСР і світу. Журнал «Радіо» заздалегідь надрукував детальні рекомендації щодо прийому сигналів з космосу.

## Роль українців у запуску

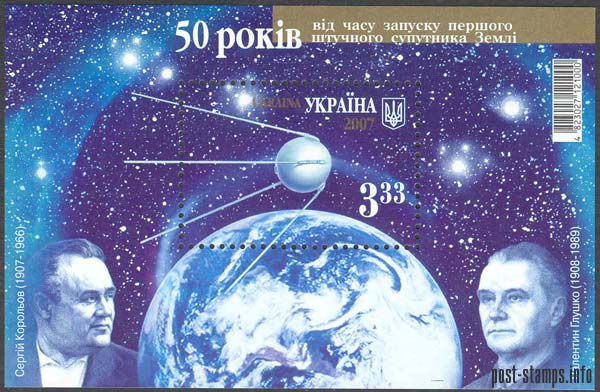
Супутник-1, Сергій Корольов і Валентин Глушко, зображені на українській поштовій марці, випущеній з нагоди 50-річчя запуску Супутника-1

17 грудня 1954 року Головний Конструктор Радянського Союзу, українець і уродженець Житомира, Сергій Корольов, запропонував план з розробки штучного супутника Землі міністру оборонної промисловості Дмитру Устинову. Корольов передав йому звіт Михайла Тихонравова з оглядом подібних проєктів за кордоном. Тихонравов наголошував, що запуск орбітального супутника є неминучим етапом розвитку ракетобудування.
29 липня 1955 року президент США Ейзенхауер оголосив що під час Міжнародного Геофізичного Року (1957), Сполучені Штати запустять штучний супутник. Через тиждень, 8 серпня, Політбюро Комуністичної партії Радянського Союзу затвердило пропозицію з розробки штучного супутника.
За час розробки попередньо затверджений план із запуску складнішого супутника масою 1-1,4 тонни з науковим обладнанням на борту, відомого також як «Об'єкт Д», було замінено на простіший «Об'єкт ПС» (рос. простейший спутник), з масою 83,6 кг. Основними причинами змін стало бажання прискорити запуск і випередити США, а також нижчий специфічний імпульс двигунів ракети Р-7 (304 секунди замість планованих 309—310 секунд), що перешкоджало виведенню такого важкого об'єкта на орбіту.
Ракета Р-7, яку Корольов обрав для запуску, була оснащена чотирма двигунами РД-107 і одним двигуном РД-108, спроектованими іншим талановитим українським інженером, одеситом Валентином Глушком.
Розробники, інженери і технічні працівники, які працювали над розробкою спостерігали за історичним запуском із командного пункту. Після успішного старту вони поїхали до мобільної радіостанції, щоб послухати радіосигнали, які передавав супутник. Інженери вичекали півтори години, щоб впевнитися, що супутник вийшов на орбіту і передавав сигнали, перед тим як Корольов зателефонував Першому секретареві ЦК КПРС Микиті Хрущову.

## Значення польоту
Офіційно «Супутник-1» як і «Супутник-2» Радянський Союз запускав відповідно до взятих на себе зобов'язань за Міжнародним геофізичним роком. Супутник випромінював радіохвилі на двох частотах, це дозволяло вивчати верхні шари іоносфери, адже до запуску першого супутника можна було спостерігати тільки за віддзеркаленням радіохвиль від шарів іоносфери, розташованих нижче зони максимальної іонізації іоносферних шарів.
Супутник мав набагато більше політичне значення. Випромінюваний ним сигнал ловив будь-який радіоаматор в будь-якій точці земної кулі. І це йшло врозріз з американською пропагандою про значну технічну відсталість Радянського Союзу. Запуск першого супутника завдав потужного удару престижу США. Буквально нещодавно американський уряд повідомив громадянам про створення досконалої системи ППО, і ось кожні півтори години над територією США пролітає невразливий радянський апарат.«Нью-Йорк Таймс» зазначила: «90 відсотків розмов про штучні супутники Землі припадало на частку США. Як виявилось, 100 відсотків справи припало на Росію.». Запуск першого супутника США відбувся лише 1 лютого 1958 року, коли з другої спроби запустили «Експлорер-1», масою вдесятеро менше ПС-1 (8,3 кг).

## Відзнака
Дата запуску вважається початком космічної ери людства, а в Російській Федерації оголошений як пам'ятний день Космічних військ. На честь цієї події 1964 року в Москві на проспекті Миру, біля станції метро ВДНХ спорудили 99-метровий обеліск «Завойовникам космосу» у вигляді ракети, що злітає і залишає за собою вогняний шлейф. 4 жовтня 2007 року, в день 50-річчя запуску ПС-1, в місті Корольові відкрився пам'ятник першому штучному супутнику Землі.